# Hunter's Bar

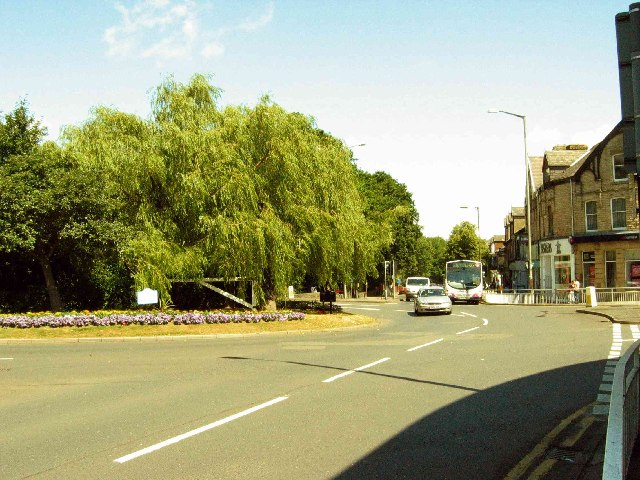
Hunter's Bar, kijkend naar Eccleshall Road

Hunter's Bar is een officieus gedeelte van de Engelse stad Sheffield en in strikte zin de naam van een oud tolpoortje op een rotonde aan het eind van Eccleshall Road en Sharrow Vale Road, in het zuidwesten van de stad. Algemeen wordt met Hunter's Bar de omgeving tussen Endcliffe Park en de steile Hunter House Road bedoeld, vallend onder postcode S11. De naam bar wordt hier in de zin van ‘versperring’ gebezigd.
Het eenvoudige houten poortje staat ietwat aan de zijkant van de rotonde, naast bomen en struiken. Het maakte vroeger deel van een tolhuisje uit dat tot eind 19de eeuw in gebruik bleef, toen nog tol geheven werd om Sheffield vanuit de ward Hallam binnen te mogen. De huizen in Hunter's Bar dateren voornamelijk uit de Victoriaanse periode. Tegenover Endcliffe Park bevindt zich een lokale school.
Hunter's Bar staat bekend als een hippe uitgaansbuurt; zowel Eccleshall Road als Sharrow Vale Road, die beide oostwaarts richting stadscentrum leiden, bestaat hoofdzakelijk uit restaurants, pubs en gespecialiseerde buurtwinkeltjes. In Hunter's Bar woont een grote studentenpopulatie; de plaats is niet ver van de Universiteit van Sheffield verwijderd, die men via Brocco Bank kan bereiken. Ook de Botanische tuinen van Sheffield bevinden zich op slechts enkele honderden meter afstand.
Hunter's Bar wordt genoemd in het nummer "Whatever People Say I Am, That's What I'm Not" van de Arctic Monkeys.